# Churchover
Churchover est un village et une paroisse civile du Warwickshire, en Angleterre. Il est situé à environ 7 km au nord de Rugby et fait administrativement partie du borough de Rugby.
La population de la paroisse lors du recensement de 2001 était de 230 habitants, passant à 251 lors du recensement de 2011.
Le village se trouve juste à l'ouest de la route A426 et juste au nord de l'autoroute M6, à la frontière avec le Leicestershire. Il a été nommé dans le Domesday Book sous le nom de Church Wavre.

## Patrimoine
Dans les limites de la paroisse se trouve Coton House, un manoir datant de 1787. Il a été monument classé de Grade II en 1951. Royal Mail a acheté la propriété en 1970 et l'a utilisée comme centre de formation et de conférence. En 2010, la propriété a été détruite par un incendie. Cependant, en cinq ans, il a été restauré et vendu à un particulier.
Le village contient l'église de la Sainte Trinité qui date en partie du XVe siècle et est un bâtiment classé de Grade II. Il y avait un magasin et un bureau de poste, tous deux aujourd'hui fermés. De même, l'école du village a fermé ses portes en 1973 et les enfants doivent désormais se rendre à Monks Kirby et Rugby pour être éduqués. Le bâtiment scolaire est maintenant un centre communautaire.
Une importante station de compression de gaz et un complexe de raclage et de transfert de pipelines ont été ouverts juste au sud-ouest du village dans les années 1970. Les deux font partie du système de transport national.

## Galerie

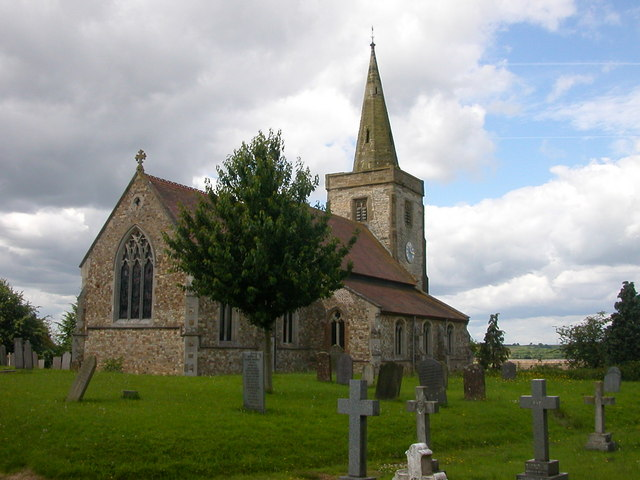
Eglise de la Sainte Trinité.
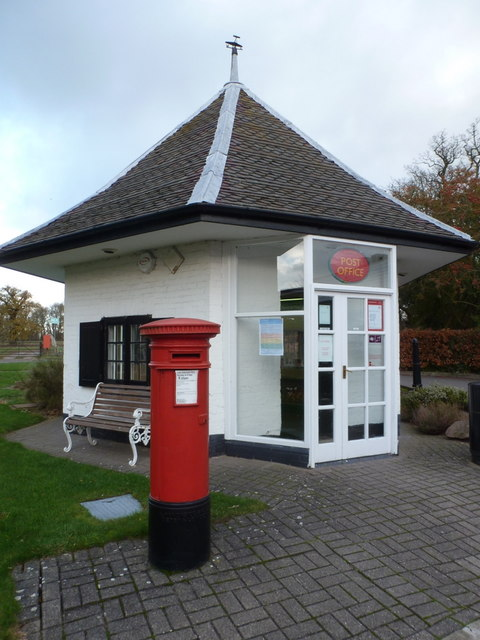
Poste.
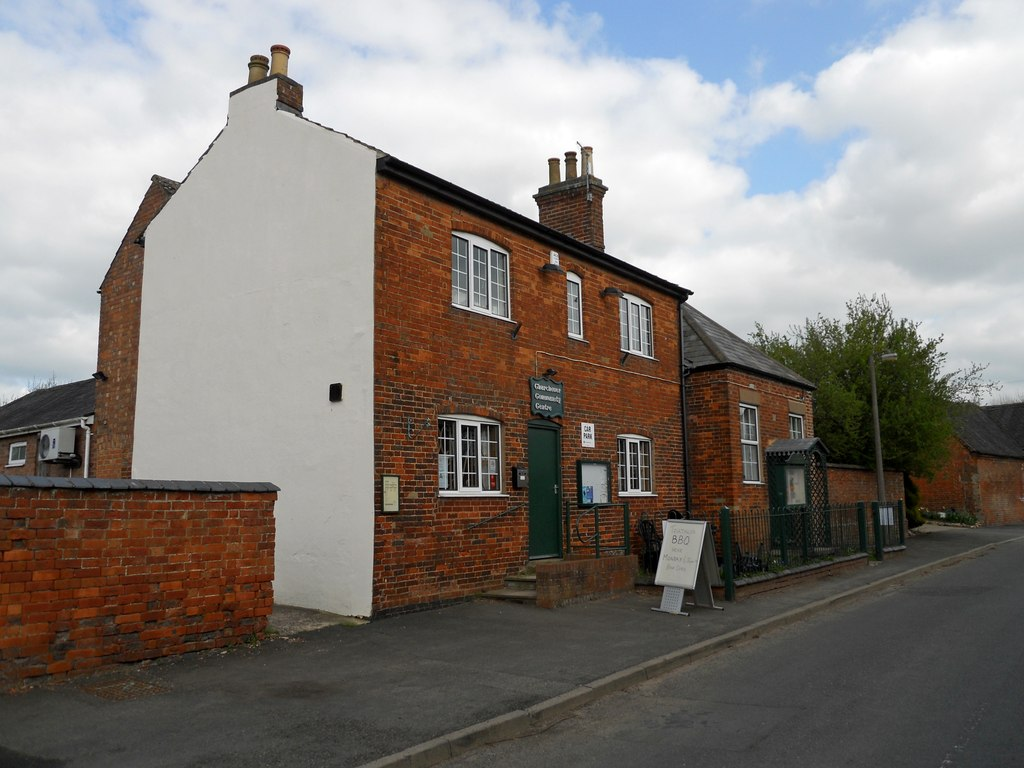
Centre communautaire.